# لانفرت
لانفرت (به آلمانی: Lanfert) یک منطقهٔ مسکونی در آلمان است که در اشمالنبرگ واقع شده‌است. لانفرت ۸ نفر جمعیت دارد.